# De forbandede år
De forbandede år er en dansk film fra 2020, instrueret af Anders Refn. Filmen blev med 370.000 solgte billetter en publikumssucces i biograferne, før den blevet taget af plakaten i utide på grund af Coronaviruspandemien. De forbandede år 2 havde premiere i april 2022.

## Handlingen
Fabrikant Karl Skov ejer en stor elektronikfabrik. Hans kone og fem børn lever et privilegeret liv på Strandvejen nord for København, da den tyske Værnemagt 9. april 1940 besætter Danmark. Skov kæmper for at videreføre produktionen på fabrikken, og for at beskytte sin familie og ansatte begynder han modstræbende at producere til det tyske marked. Det medfører smertelige konflikter og brud i familien. Sønnen Michael melder sig til Frikorps Danmark, datteren Helene gifter sig med en tysk ubådsofficer i Norge. Knud og Valdemar er epokens sorgløse swingpjatter, mens den ældste søn Aksel ender som aktiv frihedskæmper. Samtidig indser datteren Helene, at hun ikke blot er gået i seng med fjenden, men med ondskaben selv.

## Medvirkende
- Jesper Christensen - Karl Skov
- Bodil Jørgensen - Eva Skov
- Julie Agnete Vang Christensen - Agnes
- Sara Bjerregaard Christensen - Helene Skov
- Patricia Schumann - Louise
- Mikael Birkkjær - Sten
- Tommy Kenter - Direktør Berg
- Lisa Carlehed - Britta
- Cyron Bjørn Melville - Svend
- Melinda Kinnaman - Veronika
- Birthe Neumann - Sara
- Gustav Dyekjær Giese - Michael